# Pera glaziovii
Pera glaziovii là một loài thực vật có hoa trong họ Peraceae. Loài này được Taub. ex Pax mô tả khoa học đầu tiên năm 1919.